# Mary Ann Shadd Cary
Mary Ann Shadd Cary (Wilmington, 9 ottobre 1823 – Washington, 5 giugno 1893) è stata un'attivista, educatrice, scrittrice e giornalista statunitense.

Nacque da Abraham Doras Shadd e Harriet Parnell, lui nero, lei mulatta, probabilmente nati liberi, a Wilmington (Delaware).

Era la primogenita di tredici fratelli. Suo padre, calzolaio, era una figura chiave nella Underground Railroad e promotore di sottoscrizioni per il giornale abolizionista di William Lloyd Garrison, The Liberator.
Quando aveva dieci anni, Mary Ann e la sua famiglia si trasferirono dalla sua casa nel Delaware a West Chester (Pennsylvania), perché i bambini potessero ricevere un'istruzione nella scuola gestita da Quaccheri dove studiò per i successivi sei anni prima di tornare a Wilmington.
Nel 1840, la Shadd tornò a West Chester e fondò una scuola per bambini di colore. Insegnò anche a Norristown (Pennsylvania) e New York.

## Attivismo sociale
Quando la Fugitive Slave Law del 1850 negli Stati Uniti minacciò di far tornare in schiavitù i neri liberi del nord e gli schiavi fuggiti, la Shadd e suo fratello Isaac si trasferirono in Canada e si stabilirono a Windsor (Ontario). A Windsor, fondò una scuola razzialmente integrata con il sostegno della American Missionary Association.

Il sostegno della Shadd all'integrazione razziale la coinvolse in una disputa pubblica con Henry Bibb leader riconosciuto della comunità nera in Canada. La Voce del fuggitivo, giornale di Bibb, attaccò le idee e il carattere della Shadd, che reagì fondando il giornale The Provincial Freeman nel 1853, insieme a Samuel Ringgold Ward. Il giornale ebbe vita breve, ma la Shadd e Ward lo riaprirono un anno dopo a King Street (Toronto). Il giornale continuò ad essere pubblicato fino al 1859 promuovendo la temperanza, la riforma morale, i diritti civili e l'aiuto reciproco tra neri contrastando la loro discriminazione razziale in America del Nord. Fu uno dei più longevi giornali pubblicato da neri fino alla guerra civile.
Shadd riteneva che chiese separate, scuole e comunità per i soli neri avrebbero finito per minare la ricerca della libertà. Fece propaganda per l'uguaglianza e l'integrazione dei neri, facendo discorsi pubblici e occupandosi dell'abolizionismo e di altre riforme. Alla fine, molti membri della sua famiglia, compreso suo padre e le sorelle, la raggiunsero in Canada.
Nel 1856, sposò Thomas F. Cary, un barbiere di Toronto che lavorava per il giornale. Ebbero due figli, Sara e Linton, e vivevano a Chatham (Ontario) dove la Shadd continuò a lavorare per il suo giornale e a insegnare a scuola. Nel 1858, John Brown tenne un "convegno" segreto a casa di suo fratello Isaac. Nel 1861, pubblicò Voice from Harper's Ferry un omaggio al raid senza successo di Brown.

## La guerra civile e l'attivismo postbellico

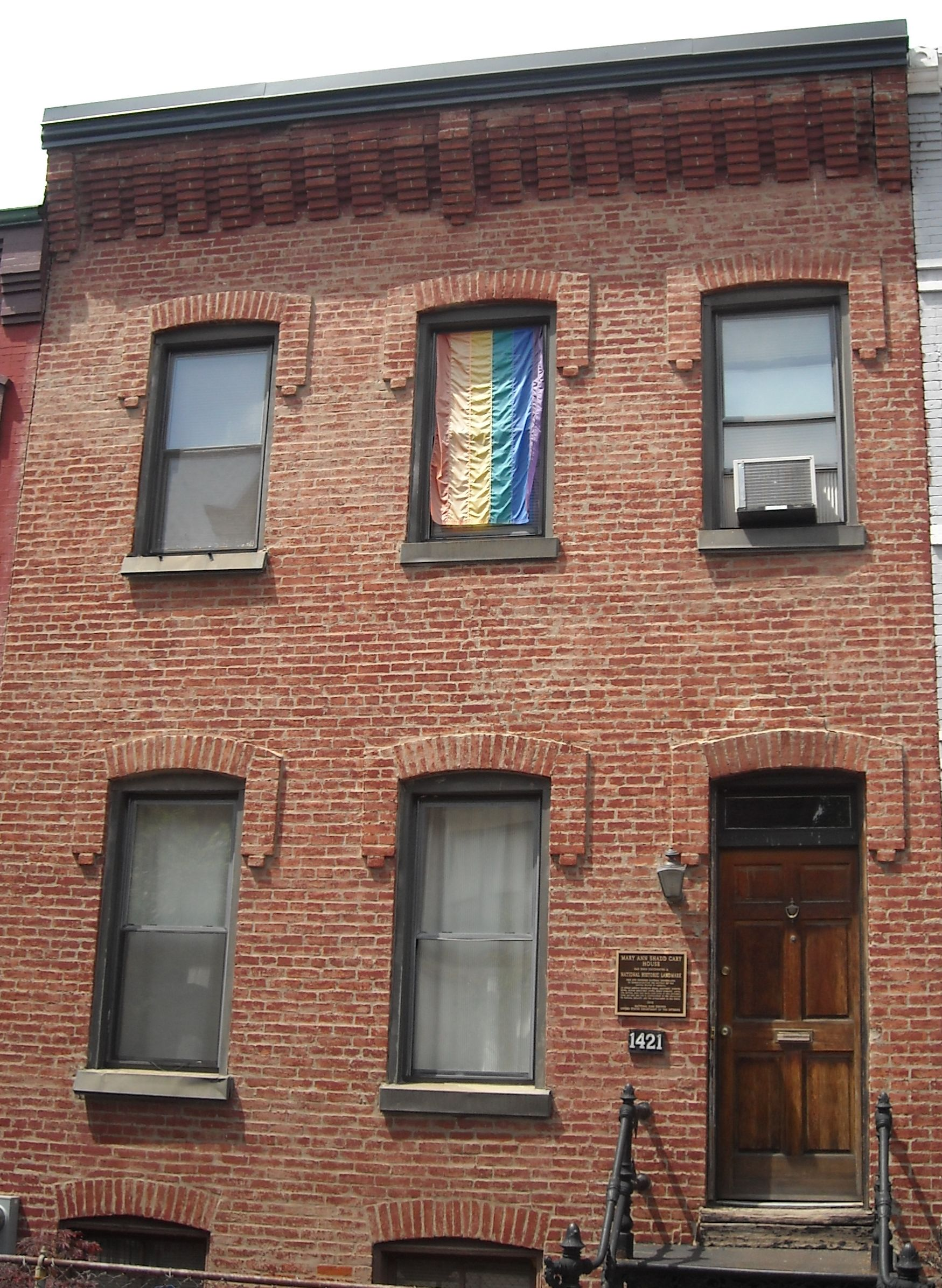
La casa di Mary Ann Shadd Cary a Washington.

Dopo la morte del marito nel 1860, la Shadd e i suoi figli tornarono negli Stati Uniti. Durante la guerra civile, prestò servizio come ufficiale di reclutamento per arruolare volontari neri per l'Esercito dell'Unione, nello Stato dell'Indiana. Dopo la guerra civile, insegnò nelle scuole per neri di Wilmington, prima di trasferirsi a Washington, dove lavorò nelle scuole pubbliche e frequentò la scuola di giurisprudenza della Howard University. Si laureò come avvocato nel 1883, diventando la seconda donna di colore degli Stati Uniti che ottenne una laurea in legge. Scrisse per i periodici National Era e People's Advocate.
Shadd Cary aderì alla National Woman Suffrage Association, lavorando a fianco di Susan B. Anthony ed Elizabeth Cady Stanton per il suffragio femminile, testimoniando davanti alla Commissione Giustizia della Camera dei rappresentanti e diventando la prima donna nera ad esprimere il voto in una elezione nazionale.
Morì a Washington il 5 giugno 1893.

La ex residenza della Shadd nel quartiere U Street Corridor, dove abitò dal 1881 al 1885, è stata dichiarata National Historic Landmark l'8 dicembre 1976.

Nel 1987 è stato designata Women's History Month dall'organizzazione National Women's History Project.

Nel 1998 è stata onorata nella National Women's Hall of Fame.